# Rio de Contas (Bahia)
Rio de Contas é um município brasileiro do estado da Bahia. Com uma sede situada a uma altitude de pouco mais de 1000 metros, possui um dos maiores conjuntos arquitetônicos coloniais do estado e algumas das montanhas mais altas da Região Nordeste do Brasil, motivos pelos quais é um dos principais pontos turísticos do interior da Bahia e integra o polo de turismo ecológico da Chapada Diamantina, além de possuir povoados históricos originados dos antigos garimpos e quilombos. Seu nome deriva da antiga denominação do rio Brumado, em cujas margens surgiu o embrião da cidade ainda no século XVII: Rio de Contas Pequeno.
Rio de Contas foi uma das primeiras cidades planejadas do Brasil, quando então colônia de Portugal. A Vila de Nossa Senhora do Livramento das Minas do Rio de Contas foi criada em 1723 e teve sua sede transferida em 1745 para um local planejado por ordem do então vice-rei Conde de Sabugosa, no lugar chamado Pouso dos Crioulos, já existente desde o século XVII e próximo ao povoado de Mato Grosso, surgido em torno de 1710.

## História
Rio de Contas foi habitado por vários índios primitivos habitantes da região, que são citados pelo etnólogo Curt Nimuendajú 
A região de Rio de Contas foi originalmente habitada por povos indígenas, entre eles os Pataxó, conforme registros etnográficos e históricos. Estudos como os do etnólogo Curt Nimuendajú documentam a presença de grupos indígenas entre os rios Pardo e Contas, área que incluía o atual território de Rio de Contas. Há também referências à presença de aldeias Pataxó nas margens do rio de Contas durante os séculos XVIII e XIX, com impacto da colonização e deslocamento territorial ao longo do tempo.
Em meados do século XVII, escravos africanos alforriados e fugidos se fixaram na região de Rio de Contas, fundando o Pouso dos Crioulos, atual sede municipal.
Em 1690, a expedição de Manoel Oliveira Porto, Cônego Domingos Oliveira Lima, Francisco Ramos e o Padre Antônio Gonçalves Filgueiras descobriu o Pouso dos Crioulos, o qual, em poucos anos, se transformou em um ponto de pouso de viajantes vindos de Minas Gerais e Goiás que seguiam rumo a Salvador. Foi erguida, nestes tempos, uma capela em louvor a Senhora Santana.
Em 1710, o bandeirante paulista Sebastião Pinheiro Raposo descobriu ouro no leito do Rio Brumado, em seus afluentes e serras circunvizinhas. Com isso, houve um grande afluxo de portugueses, paulistas, mineiros, baianos e pernambucanos para a região de Rio de Contas e surgiu o primeiro povoado nessa área, Mato Grosso (a uma altitude de 1.450 m), no qual jesuítas que acompanhavam os bandeirantes ergueram uma igreja em louvor a Santo Antônio.
Em 1715, logo após a descoberta de ouro pelos bandeirantes paulistas a jusante do Rio Brumado, 12 km abaixo do Pouso dos Crioulos, jesuítas ergueram uma capela em louvor a Nossa Senhora do Livramento, em torno da qual forma-se o povoado de Nossa Senhora do Livramento, que é o embrião da atual cidade de Livramento de Nossa Senhora.
Por meio de alvará de 11 de abril de 1718, Mato Grosso foi elevado à categoria de freguesia, com o topônimo de Santo Antônio do Mato Grosso, a primeira do Alto Sertão Baiano.
Em 1722, o então vice-rei do Brasil, Vasco Fernandes César de Meneses, em correspondência ao rei de Portugal D. João V, propôs a criação de uma vila em Rio de Contas, cuja criação foi determinada pelo Conselho Ultramarino.
A Carta Régia de 27 de novembro de 1723 determinou a criação da Vila de Nossa Senhora do Livramento das Minas do Rio de Contas, sediada no Arraial de Nossa Senhora do Livramento, sendo instalada no ano seguinte pelo sertanista baiano Pedro Barbosa Leal, que, em 1725, construiu uma estrada real ligando as vilas de Minas do Rio de Contas e Santo Antônio de Jacobina.
Em 13 de maio de 1726, uma provisão do Conselho Ultramarino determinou que se estabelecessem casas de fundição nas vilas de Nossa Senhora do Livramento das Minas do Rio de Contas e Jacobina para evitar a evasão do quinto do ouro.
Por causa de epidemias de malária e febres disentéricas na sede da vila de Minas de Contas na época da cheia do Rio Brumado, uma resolução de 2 de outubro de 1745, do vice-rei André de Melo e Castro, Conde das Galveias, autorizava a transferência da sede da vila para o antigo Pouso dos Crioulos, sendo a nova sede da vila instalada em 28 de julho do ano seguinte. A vila teve seu nome alterado para Vila Nova de Nossa Senhora do Livramento das Minas do Rio de Contas e o Arraial de Nossa Senhora do Livramento, antiga sede, passou a ser conhecido como Vila Velha.
Rica em ouro de aluvião, a vila viveu, na segunda metade do século XVIII, uma época de grande prosperidade econômica. As famílias mais ricas importavam da Europa peças de uso pessoal e de decoração e, numa celebração à abundância, pó de ouro era lançado nos Imperadores e Rainhas durante as procissões da festa do Divino Espírito Santo. Também são desta época os casarões em estilo colonial, hoje tombados pelo IPHAN. A sociedade da época era escravista e o africano escravizado era a mão-de-obra predominante na mineração.
O esgotamento do ouro, no início do século XIX, trouxe decadência econômica.  Mesmo assim, Rio de Contas continuou sendo uma parada obrigatória no Caminho Real. Durante o século XIX, todo o tráfego para o sudoeste da bacia do Rio São Francisco era feito por esse caminho. Além disso, a Casa de Fundição trouxe à vila a técnica da joalheira, gerando uma metalurgia artesanal que se transformou na base econômica local. Desenvolveu-se também a agricultura, baseada no cultivo de café, cana, cereais e tubérculos.
Em 1840, a Vila Nova de Nossa Senhora do Livramento das Minas do Rio de Contas teve seu topônimo simplificado para Minas do Rio de Contas. Poucos anos depois, foram descobertas jazidas de diamantes em Mucugê e Lençóis e muitos habitantes de Rio de Contas migraram para lá.
Originalmente com um vasto território, a vila de Minas do Rio de Contas foi perdendo-o ao longo do século XIX e início do XX, com as seguintes emancipações: Caetité (1810), Mucugê (1847), Água Quente (atual Paramirim, 1878, alcançando sua emancipação definitiva em 1890), Bom Jesus do Rio de Contas (atual Piatã, 1878) e Vila Velha (atual Livramento de Nossa Senhora, 1921).
A Resolução Provincial n° 2.544, de 28 de agosto de 1885, concedeu à vila de Minas do Rio de Contas o título de cidade.
Por meio dos decretos estaduais n° 7455 e 7479, de 23 de junho de 1931 e 8 de julho de 1931 respectivamente, o município de Minas do Rio de Contas tomou a denominação de Rio de Contas.
Entre 1932 e 1939, ocorreram pequenas corrida do ouro.
Em 1962, Rio de Contas sofreu sua última perda territorial, quando o distrito de Caraguataí foi transferido para compor o território do novo município de Jussiape.
Entre 1977 e 1983, foi construído o Açude Brumado, importante fonte de água para a região.
O filme Abril Despedaçado (2001), de Walter Salles, teve parte de suas cenas rodadas em Rio de Contas, junto com a cidade de Caetité e as localidades de Ibiraba e Bom Sossego, pertencentes aos municípios de Barra e Oliveira dos Brejinhos, respectivamente.
Rio de Contas preserva o traçado antigo, apresentando praças e ruas amplas, igrejas barrocas, monumentos públicos e religiosos em pedra e o casario em adobe. O conjunto arquitetônico de Rio de Contas, o qual é constituído, basicamente, por edifícios da segunda metade do século XVIII e início do século XIX, foi tombado pelo IPHAN em 1980. A cidade é, atualmente, polo ecoturístico da Bahia. Além das centenas de edificações históricas da área urbana, nos arredores de Rio de Contas encontram-se vestígios de represas, aquedutos, túneis e galerias, que testemunharam a grande atividade de mineração naquele sítio.

## Geografia
A sede do município está a 730 quilômetros da capital, e situa-se na região centro-sul do estado, no Território de Identidade da Chapada Diamantina, segundo a divisão administrativa adotada pelo governo da Bahia.
Tem os seguintes distritos: sede, Arapiranga, Marcolino Moura e Mato Grosso, duas comunidades remanescentes de quilombo (Barra e Bananal) e os povoados de Jiló, Brumadinho e Casa de Telha.
A cidade possui uma grande geodiversidade, além de caracteres especiais de fauna e flora. Neste sentido possui a Área de Proteção Ambiental da Serra do Barbado junto a territórios de outros cinco municípios, e o Parque Municipal Natural da Serra das Almas, este último entre as divisas com Livramento do Brumado e Érico Cardoso. Ao norte desta última existe a proposta da criação de um geoparque, provisoriamente denominado "Nascentes do Rio de Contas".

### Clima
Entre os meses de maio a outubro, possui um inverno com baixas temperaturas que podem atingir 7°C, com neblina persistente; entre novembro e abril, o verão, dá-se o período chuvoso e temperaturas que atingem os 38°C. A média pluviométrica é de 821 mm/ano e temperatura média de 21°C, o que pode classificá-lo como seco, com variantes de tipo semiárido, sub-úmido a úmido.
| Gráfico climático para Rio de Contas, Bahia              | Gráfico climático para Rio de Contas, Bahia | Gráfico climático para Rio de Contas, Bahia | Gráfico climático para Rio de Contas, Bahia | Gráfico climático para Rio de Contas, Bahia | Gráfico climático para Rio de Contas, Bahia | Gráfico climático para Rio de Contas, Bahia | Gráfico climático para Rio de Contas, Bahia | Gráfico climático para Rio de Contas, Bahia | Gráfico climático para Rio de Contas, Bahia | Gráfico climático para Rio de Contas, Bahia | Gráfico climático para Rio de Contas, Bahia |
| -------------------------------------------------------- | ------------------------------------------- | ------------------------------------------- | ------------------------------------------- | ------------------------------------------- | ------------------------------------------- | ------------------------------------------- | ------------------------------------------- | ------------------------------------------- | ------------------------------------------- | ------------------------------------------- | ------------------------------------------- |
| J                                                        | F                                           | M                                           | A                                           | M                                           | J                                           | J                                           | A                                           | S                                           | O                                           | N                                           | D                                           |
| 52 25 17                                                 | 27 25 17                                    | 73 25 17                                    | 28 24 17                                    | 13 23 16                                    | 17 22 14                                    | 16 21 13                                    | 12 22 13                                    | 10 24 14                                    | 42 25 15                                    | 97 25 16                                    | 120 24 17                                   |
| Temperaturas em °C • Precipitações em mmFonte: Meteoblue |                                             |                                             |                                             |                                             |                                             |                                             |                                             |                                             |                                             |                                             |                                             |

Rio de Contas possui um clima tropical de altitude e é classificado na escala climática internacional de Köppen como Cwb, por apresentar um verão úmido e fresco causados pelas chuvas de verão e frentes frias vindas do sul do Brasil e invernos relativamente frios e mais secos. Rio de Contas, tem um clima clima oceânico, tipo Cwb criado por sua elevada altitude e sua posição no agreste baiano que leva a cidade a receber, ainda uma influência marítima, das massas nebulares vindas do oceano atlântico e das massas polares oceânicas advindas do Brasil meridional. Apesar de ter uma quantidade de chuvas inferior a diversas cidades com este tipo de clima, chove anualmente um pouco menos que a nublada cidade de Varsóvia na Polônia com apenas 8 mm a menos que o clima oceânico daquela cidade europeia.
| Mês                          | Jan          | Fev          | Mar          | Abr          | Mai          | Jun          | Jul         | Ago          | Set          | Out          | Nov          | Dez           | Ano           |
| ---------------------------- | ------------ | ------------ | ------------ | ------------ | ------------ | ------------ | ----------- | ------------ | ------------ | ------------ | ------------ | ------------- | ------------- |
| Recorde alta °C (°F)         | 27.0 (80.6)  | 28.0 (82.4)  | 28.0 (82.4)  | 27.0 (80.6)  | 26.0 (78.8)  | 25.0 (77)    | 25.0 (77)   | 26.0 (78.8)  | 29.0 (84.2)  | 30.0 (86)    | 28.0 (82.4)  | 27.0 (80.6)   | 30 (86)       |
| Média alta °C (°F)           | 25.0 (77)    | 25.0 (77)    | 25.0 (77)    | 24.0 (75.2)  | 23.0 (73.4)  | 22.0 (71.6)  | 21.0 (69.8) | 22.0 (71.6)  | 24.0 (75.2)  | 25.0 (77)    | 25.0 (77)    | 24.0 (75.2)   | 23.8 (74.75)  |
| Média diária °C (°F)         | 21.0 (69.8)  | 21.0 (69.8)  | 21.0 (69.8)  | 20.5 (68.9)  | 19.5 (67.1)  | 18.0 (64.4)  | 17.0 (62.6) | 17.5 (63.5)  | 19.0 (66.2)  | 20.0 (68)    | 20.5 (68.9)  | 20.5 (68.9)   | 19.63 (67.33) |
| Média baixa °C (°F)          | 17.0 (62.6)  | 17.0 (62.6)  | 17.0 (62.6)  | 17.0 (62.6)  | 16.0 (60.8)  | 14.0 (57.2)  | 13.0 (55.4) | 13.0 (55.4)  | 14.0 (57.2)  | 15.0 (59)    | 16.0 (60.8)  | 17.0 (62.6)   | 15.5 (59.9)   |
| Recorde baixa °C (°F)        | 14.0 (57.2)  | 14.0 (57.2)  | 15.0 (59)    | 14.0 (57.2)  | 13.0 (55.4)  | 12.0 (53.6)  | 11.0 (51.8) | 11.0 (51.8)  | 11.0 (51.8)  | 13.0 (55.4)  | 14.0 (57.2)  | 14.0 (57.2)   | 11 (51.8)     |
| Média precipitação mm (pol.) | 52.0 (2.047) | 27.0 (1.063) | 73.0 (2.874) | 28.0 (1.102) | 13.0 (0.512) | 17.0 (0.669) | 16.0 (0.63) | 12.0 (0.472) | 10.0 (0.394) | 42.0 (1.654) | 97.0 (3.819) | 120.0 (4.724) | 507 (19.96)   |
| Média de dias chuvosos       | 11.1         | 9.3          | 12.1         | 10.9         | 10.0         | 10.4         | 10.6        | 9.6          | 6.2          | 7.7          | 13.4         | 14.4          | 125.7         |
| Fonte: Meteoblue.            |              |              |              |              |              |              |             |              |              |              |              |               |               |

## Demografia
Segundo o Instituto Brasileiro de Geografia e Estatística (IBGE), a população de Rio de Contas (BA) atingiu 13.184 habitantes no Censo de 2022. No ranking populacional dos municípios, Rio de Contas ocupa a 277ª posição na Bahia, a 948ª no Nordeste e a 2.491ª no Brasil. O IBGE também revela que o município tem uma densidade demográfica de 11,82 habitantes por km² e uma média de 2,89 moradores por residência. 

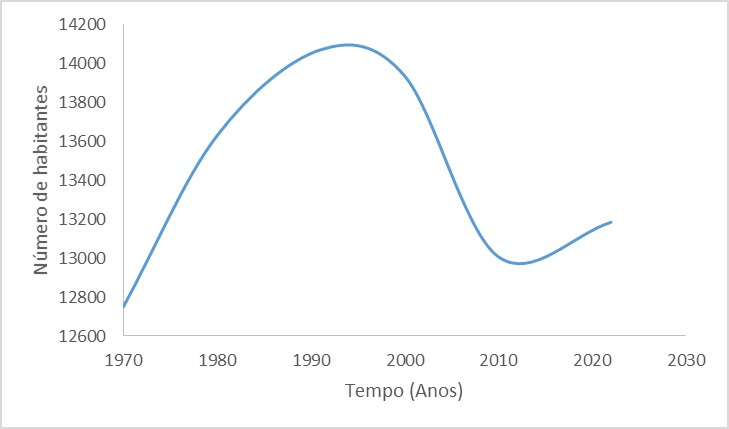
Crescimento populacional de Rio de Contas segundo o Censo Demográfico do IBGE

## Personalidades

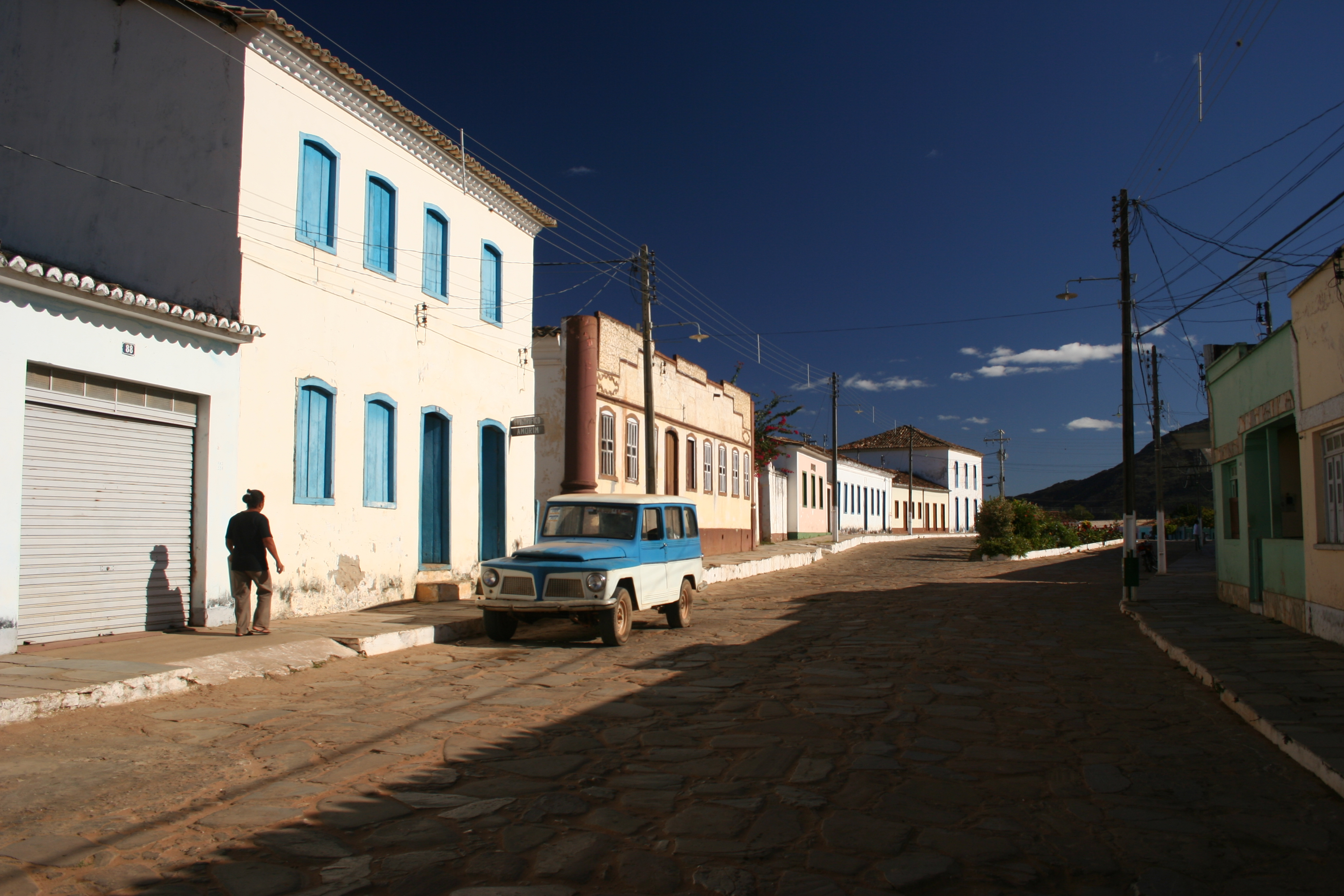
Rua da região central da cidade

Entre os riocontenses ilustres estão:
- Barão de Macaúbas, médico e educador;
- Aurelino Leal, jurista e político;
- Barão de Santo Antônio da Barra, político;
- Juarez Paraíso, artista plástico.